# Zimmermann & Buchloh
Zimmermann & Buchloh war ein 1878 in Berlin gegründetes Unternehmen,  das als Eisenbahn-Signal-Bau-Anstalt und Eisengießerei betrieben wurde und sich ab 1881 auf dem Grundstück Fehrbelliner Straße 49, später auf dem Grundstück Uferstraße 6a befand. Ab 1905 entstand ein neuer Produktionsbetrieb in Borsigwalde. Dazu erwarb Zimmermann & Buchloh 1905 als erstes Unternehmen nach der Gründung Borsigwaldes ein Grundstück von etwa 14 Morgen (über 35.000 m²) Größe und ließ dort eine Fabrikanlage im neugotischen Stil erbauen, die nicht mehr existiert.

## Geschichte
Eduard Zimmermann und Ernst Buchloh waren bei der Berlin-Hamburger-Eisenbahn beschäftigt und erkannten dabei den Bedarf einer technischen Lösung für den sicheren Eisenbahnbetrieb. Dazu entwickelten sie ein mechanisches Stellwerk. 1882 bauten Zimmermann & Buchloh in Hagenow (Mecklenburg) für die Berlin-Hamburger-Eisenbahn die ersten größeren Stellwerksanlagen nach eigenem, patentiertem System. Die Fernbedienung der Weichen erfolgt dabei mittels Gestänge mit mitrollenden Gestängeführungen (erst Kugeln, später Rollen). 1909 wurde das Unternehmen in eine Aktiengesellschaft umgewandelt. Nach Aktienübernahme durch die Eisenbahn-Signalbau-Anstalt E. Stahmer wurde die Produktion nach Georgsmarienhütte verlegt. 1917 wurden beide Unternehmen zur Deutsche Eisenbahn-Signalwerke fusioniert, die wiederum 1926 mit dem Braunschweiger Unternehmen Max Jüdel zur Eisenbahn-Signalbau-Anstalten Max Jüdel, Stahmer, Bruchsal AG vereinigt wurde. Aus wirtschaftlichen Gründen wurden 1928 mit Siemens und AEG die Vereinigte Eisenbahn-Signalbauwerke (VES) gegründet.

## Stellwerke
In folgende Bahnhöfen wurden Stellwerke der Firma Zimmermann & Buchloh geliefert:
- Bahnhof Hagenow Land
- Bahnhof Bad Freienwalde (Oder)
- Bahnhof Niederwalgern
- Bahnhof Ducherow
- Bahnhof Wriezen
- Bahnhof Oberhausen-Osterfeld
- Bahnhof Anklam
- Bahnhof Müncheberg (Mark)
- Bahnhof Blumenberg